# Järnhydroxid
Järnhydroxid är inte ett mineral i sig självt; begreppet syftar istället oftast på den utfällning som snabbast bildas när man blandar ett järn(III)-salt, till exempel järnklorid, med natriumhydroxid på laboratoriet. Järnhydroxid domineras oftast av mineralet ferrihydrit, som kan ses som en järn(III)oxid med ett stort inslag av hydroxid, Fe2O3 · 1,4H2O (äldre namn järn(III)-hydroxid).